# 히사노미야 사치코 내친왕
히사노미야 사치코 내친왕(일본어: 久宮祐子内親王, 1927년 9월 10일 ~ 1928년 3월 8일)은 일본의 황족이었다. 쇼와 천황과 고준 황후 사이의 둘째아이이자 차녀이다.

## 생애
1927년 9월 10일 쇼와 천황과 고준 황후 사이에서 태어났다. 출생 당시 키는 약 50.8 cm, 몸무게는 약 3,300g였다. "히사노미야 사치코"라는 이름은 요시다 마스조 등의 중신들이 정한 세가지 후보 중에 아버지인 쇼와 천황이 선택하여 9월 16일에 지어준 것이다. 유래는 《역경》에 등장하는 문구로, 고스자쿠 천황의 셋째 딸인 히사노미야 스케코 내친왕과는 같은 한자를 사용했다. 같은해 12월 17일, 고준 황후가 다이쇼 천황이 모셔진 전당에 참배할 때 언니인 데루노미야 시게코 내친왕과 함께 황거를 처음으로 찾은 것이 첫 외출이었다.
그러나 1928년 2월 27일부터 습진과 고열 증상을 앓았으며 곧 주치의로부터 인후염 진단을 받았다. 3월 초부터 증상이 급격히 악화되었고, 3월 8일 오후 3시 38분경 사망했다. 3월 13일에 간소히 장례를 거행한 뒤 도시마가오카 묘지에 묻혔다.